# Podsumowanie startów Alfy Romeo w Formule 1
Alfa Romeo uczestniczyła w Mistrzostwach Świata Formuły 1 od pierwszego jej Grand Prix, tj. Grand Prix Wielkiej Brytanii 1950, który wygrał kierowca włoskiego zespołu, Giuseppe Farina. Farina korzystając z Alfy Romeo 158 zdobył tytuł mistrza świata w 1950 roku, podobnie jak Juan Manuel Fangio rok później. Po 1951 roku Alfa Romeo wycofała się z Formuły 1. Jako konstruktor powróciła do sportu pod koniec lat 70. za pośrednictwem firmy Autodelta, uczestnicząc w latach 1979–1985, ale bez sukcesów. W sezonie 2019 Alfa Romeo ponownie powróciła do Formuły 1, przejmując Saubera, i startowała do roku 2023.
Alfa Romeo dostarczała także silniki innym konstruktorom Formuły 1, wliczając w to Osellę, Brabhama, Marcha czy McLarena. Największe sukcesy z włoskimi silnikami odnosił Brabham, odnosząc dwa zwycięstwa.

## Wyniki
| Legenda oznaczeń w tabelach wyników Wyświetl szablon na nowej stronie | Legenda oznaczeń w tabelach wyników Wyświetl szablon na nowej stronie                                                                     |
| Oznaczenie                                                            | Wyjaśnienie |
| --------------------------------------------------------------------- | --- |
| Złoty                                                                 | Zwycięzca lub mistrzostwo |
| Srebrny                                                               | 2. miejsce lub wicemistrzostwo |
| Brązowy                                                               | 3. miejsce lub II wicemistrzostwo |
| Zielony                                                               | Ukończył, punktował (w klasyfikacji generalnej, gdy zdobył co najmniej jeden punkt na przestrzeni sezonu, poza trzema powyższymi opcjami) |
| Niebieski                                                             | Ukończył, nie punktował (w klasyfikacji generalnej, gdy nie zdobył co najmniej jednego punktu na przestrzeni sezonu)                      |
| Czerwony                                                              | Nie zakwalifikował się (NZ) |
| Czerwony                                                              | Nie prekwalifikował się (NPK) |
| Różowy                                                                | Nie ukończył (NU) |
| Różowy                                                                | Niesklasyfikowany (NS) (w klasyfikacji generalnej, gdy nie został sklasyfikowany w żadnym wyścigu sezonu)                                 |
| Czarny                                                                | Zdyskwalifikowany (DK) |
| Czarny                                                                | Wykluczony (WYK/EX) |
| Biały                                                                 | Nie wystartował (NW) |
| Biały                                                                 | Kontuzjowany (K/INJ) |
| Biały                                                                 | Wyścig odwołany (OD/C) |
| Bez koloru                                                            | Został wycofany (WYC/WD) |
| Bez koloru                                                            | Nie przybył (NP/DNA) |
| Bez koloru                                                            | Nie brał udziału w treningach (NT/DNP) |
| Bez koloru                                                            | Nie został zgłoszony (–) |
| Pogrubienie                                                           | Start z pole position |
| Kursywa                                                               | Najszybsze okrążenie wyścigu |
| †                                                                     | Nie ukończył, ale jego rezultat został zaliczony ze względu na przejechanie więcej niż 90% dystansu wyścigu.                              |
| *                                                                     | Sezon w trakcie |
| 1/2/3                                                                 | Punktowana pozycja w sprincie kwalifikacyjnym                                                                                             |
| Lista systemów punktacji Formuły 1                                    | |

### Konstruktor
Źródła: statsf1, chicanef1
| Sezon                                                    | Konstruktor        | Kierowcy                | Wyniki w poszczególnianych eliminacjach | Wyniki w poszczególnianych eliminacjach | Wyniki w poszczególnianych eliminacjach | Wyniki w poszczególnianych eliminacjach | Wyniki w poszczególnianych eliminacjach | Wyniki w poszczególnianych eliminacjach | Wyniki w poszczególnianych eliminacjach | Wyniki w poszczególnianych eliminacjach | Wyniki w poszczególnianych eliminacjach | Wyniki w poszczególnianych eliminacjach | Wyniki w poszczególnianych eliminacjach | Wyniki w poszczególnianych eliminacjach | Wyniki w poszczególnianych eliminacjach | Wyniki w poszczególnianych eliminacjach | Wyniki w poszczególnianych eliminacjach | Wyniki w poszczególnianych eliminacjach | Wyniki w poszczególnianych eliminacjach | Wyniki w poszczególnianych eliminacjach | Wyniki w poszczególnianych eliminacjach | Wyniki w poszczególnianych eliminacjach | Wyniki w poszczególnianych eliminacjach | Wyniki w poszczególnianych eliminacjach | Wyniki kierowców | Wyniki kierowców | Wyniki konstruktora | Wyniki konstruktora |
| 1950                                                     |                    |                         | Wielka Brytania                         | Monako                                  | Stany Zjednoczone                       | Szwajcaria                              | Belgia                                  | Francja                                 | Włochy                                  |                                         |                                         |                                         |                                         |                                         |                                         |                                         |                                         |                                         |                                         |                                         |                                         |                                         |                                         |                                         | Pkt.             | Msc.             | Pkt.                | Msc.                |
| -------------------------------------------------------- | ------------------ | ----------------------- | --------------------------------------- | --------------------------------------- | --------------------------------------- | --------------------------------------- | --------------------------------------- | --------------------------------------- | --------------------------------------- | --------------------------------------- | --------------------------------------- | --------------------------------------- | --------------------------------------- | --------------------------------------- | --------------------------------------- | --------------------------------------- | --------------------------------------- | --------------------------------------- | --------------------------------------- | --------------------------------------- | --------------------------------------- | --------------------------------------- | --------------------------------------- | --------------------------------------- | ---------------- | ---------------- | ------------------- | ------------------- |
| 1950                                                     | Alfa Romeo         | Juan Manuel Fangio      | NU                                      | 1                                       | –                                       | NU                                      | 1                                       | 1                                       | NU                                      |                                         |                                         |                                         |                                         |                                         |                                         |                                         |                                         |                                         |                                         |                                         |                                         |                                         |                                         |                                         | 27               | 2                | –                   | –                   |
| 1950                                                     | Alfa Romeo         | Giuseppe Farina         | 1                                       | NU                                      | –                                       | 1                                       | 4                                       | 7                                       | 1                                       |                                         |                                         |                                         |                                         |                                         |                                         |                                         |                                         |                                         |                                         |                                         |                                         |                                         |                                         |                                         | 30               | 1                | –                   | –                   |
| 1950                                                     | Alfa Romeo         | Luigi Fagioli           | 2                                       | NU                                      | –                                       | 2                                       | 2                                       | 2                                       | 3                                       |                                         |                                         |                                         |                                         |                                         |                                         |                                         |                                         |                                         |                                         |                                         |                                         |                                         |                                         |                                         | 24               | 3                | –                   | –                   |
| 1950                                                     | Alfa Romeo         | Reg Parnell             | 3                                       | –                                       | –                                       | –                                       | –                                       | –                                       | –                                       |                                         |                                         |                                         |                                         |                                         |                                         |                                         |                                         |                                         |                                         |                                         |                                         |                                         |                                         |                                         | 4                | 11               | –                   | –                   |
| 1950                                                     | Alfa Romeo         | Johnny Mauro            | –                                       | –                                       | NZ                                      | –                                       | –                                       | –                                       | –                                       |                                         |                                         |                                         |                                         |                                         |                                         |                                         |                                         |                                         |                                         |                                         |                                         |                                         |                                         |                                         | 0                | NS               | –                   | –                   |
| 1950                                                     | Alfa Romeo         | Consalvo Sanesi         | –                                       | –                                       | –                                       | –                                       | –                                       | –                                       | NU                                      |                                         |                                         |                                         |                                         |                                         |                                         |                                         |                                         |                                         |                                         |                                         |                                         |                                         |                                         |                                         | 0                | NS               | –                   | –                   |
| 1950                                                     | Alfa Romeo         | Piero Taruffi           | –                                       | –                                       | –                                       | –                                       | –                                       | –                                       | NU                                      |                                         |                                         |                                         |                                         |                                         |                                         |                                         |                                         |                                         |                                         |                                         |                                         |                                         |                                         |                                         | 0                | NS               | –                   | –                   |
| 1951                                                     |                    |                         | Szwajcaria                              | Stany Zjednoczone                       | Belgia                                  | Francja                                 | Wielka Brytania                         |                                         | Włochy                                  |                                         |                                         |                                         |                                         |                                         |                                         |                                         |                                         |                                         |                                         |                                         |                                         |                                         |                                         |                                         | Pkt.             | Msc.             | Pkt.                | Msc.                |
| 1951                                                     | Alfa Romeo         | Giuseppe Farina         | 3                                       | –                                       | 1                                       | 5                                       | NU                                      | NU                                      | 3                                       | 3                                       |                                         |                                         |                                         |                                         |                                         |                                         |                                         |                                         |                                         |                                         |                                         |                                         |                                         |                                         | 19               | 4                | –                   | –                   |
| 1951                                                     | Alfa Romeo         | Juan Manuel Fangio      | 1                                       | –                                       | 9                                       | 1                                       | 2                                       | 2                                       | NU                                      | 1                                       |                                         |                                         |                                         |                                         |                                         |                                         |                                         |                                         |                                         |                                         |                                         |                                         |                                         |                                         | 31               | 1                | –                   | –                   |
| 1951                                                     | Alfa Romeo         | Emmanuel de Graffenried | 5                                       | –                                       | –                                       | –                                       | –                                       | –                                       | NU                                      | 6                                       |                                         |                                         |                                         |                                         |                                         |                                         |                                         |                                         |                                         |                                         |                                         |                                         |                                         |                                         | 2                | 17               | –                   | –                   |
| 1951                                                     | Alfa Romeo         | Consalvo Sanesi         | 4                                       | –                                       | NU                                      | 10                                      | 6                                       | –                                       | –                                       | –                                       |                                         |                                         |                                         |                                         |                                         |                                         |                                         |                                         |                                         |                                         |                                         |                                         |                                         |                                         | 3                | 12               | –                   | –                   |
| 1951                                                     | Alfa Romeo         | Luigi Fagioli           | –                                       | –                                       | –                                       | 1                                       | –                                       | –                                       | –                                       | –                                       |                                         |                                         |                                         |                                         |                                         |                                         |                                         |                                         |                                         |                                         |                                         |                                         |                                         |                                         | 4                | 11               | –                   | –                   |
| 1951                                                     | Alfa Romeo         | Felice Bonetto          | –                                       | –                                       | –                                       | –                                       | 4                                       | NU                                      | 3                                       | 5                                       |                                         |                                         |                                         |                                         |                                         |                                         |                                         |                                         |                                         |                                         |                                         |                                         |                                         |                                         | 7                | 8                | –                   | –                   |
| 1951                                                     | Alfa Romeo         | Paul Pietsch            | –                                       | –                                       | –                                       | –                                       | –                                       | NU                                      | –                                       | –                                       |                                         |                                         |                                         |                                         |                                         |                                         |                                         |                                         |                                         |                                         |                                         |                                         |                                         |                                         | 0                | NS               | –                   | –                   |
| W latach 1952–1978 Alfa Romeo nie startowała w Formule 1 |                    |                         |                                         |                                         |                                         |                                         |                                         |                                         |                                         |                                         |                                         |                                         |                                         |                                         |                                         |                                         |                                         |                                         |                                         |                                         |                                         |                                         |                                         |                                         |                  |                  |                     |                     |
| 1979                                                     |                    |                         | Argentyna                               | Brazylia                                |                                         | Stany Zjednoczone                       |                                         | Belgia                                  | Monako                                  | Francja                                 | Wielka Brytania                         | Niemcy                                  | Austria                                 | Holandia                                | Włochy                                  | Stany Zjednoczone                       | Kanada                                  |                                         |                                         |                                         |                                         |                                         |                                         |                                         | Pkt.             | Msc.             | Pkt.                | Msc.                |
| 1979                                                     | Alfa Romeo         | Bruno Giacomelli        | –                                       | –                                       | –                                       | –                                       | –                                       | NU                                      | –                                       | 17                                      | –                                       | –                                       | –                                       | –                                       | NU                                      | –                                       | NU                                      |                                         |                                         |                                         |                                         |                                         |                                         |                                         | 0                | 32               | 0                   | 16                  |
| 1979                                                     | Alfa Romeo         | Vittorio Brambilla      | –                                       | –                                       | –                                       | –                                       | –                                       | –                                       | –                                       | –                                       | –                                       | –                                       | –                                       | –                                       | 12                                      | NU                                      | NZ                                      |                                         |                                         |                                         |                                         |                                         |                                         |                                         | 0                | 30               | 0                   | 16                  |
| 1980                                                     |                    |                         | Argentyna                               | Brazylia                                |                                         | Stany Zjednoczone                       | Belgia                                  | Monako                                  | Francja                                 | Wielka Brytania                         | Niemcy                                  | Austria                                 | Holandia                                | Włochy                                  | Kanada                                  | Stany Zjednoczone                       |                                         |                                         |                                         |                                         |                                         |                                         |                                         |                                         | Pkt.             | Msc.             | Pkt.                | Msc.                |
| 1980                                                     | Alfa Romeo         | Patrick Depailler       | NU                                      | NU                                      | NS                                      | NU                                      | NU                                      | NU                                      | NU                                      | NU                                      | –                                       | –                                       | –                                       | –                                       | –                                       | –                                       |                                         |                                         |                                         |                                         |                                         |                                         |                                         |                                         | 0                | NS               | 4                   | 11                  |
| 1980                                                     | Alfa Romeo         | Vittorio Brambilla      | –                                       | –                                       | –                                       | –                                       | –                                       | –                                       | –                                       | –                                       | –                                       | –                                       | NU                                      | NU                                      | –                                       | –                                       |                                         |                                         |                                         |                                         |                                         |                                         |                                         |                                         | 0                | NS               | 4                   | 11                  |
| 1980                                                     | Alfa Romeo         | Andrea de Cesaris       | –                                       | –                                       | –                                       | –                                       | –                                       | –                                       | –                                       | –                                       | –                                       | –                                       | –                                       | –                                       | NU                                      | NU                                      |                                         |                                         |                                         |                                         |                                         |                                         |                                         |                                         | 0                | NS               | 4                   | 11                  |
| 1980                                                     | Alfa Romeo         | Bruno Giacomelli        | 5                                       | 13                                      | NU                                      | NU                                      | NU                                      | NU                                      | NU                                      | NU                                      | 5                                       | NU                                      | NU                                      | NU                                      | NU                                      | NU                                      |                                         |                                         |                                         |                                         |                                         |                                         |                                         |                                         | 4                | 18               | 4                   | 11                  |
| 1981                                                     |                    |                         | Stany Zjednoczone                       | Brazylia                                | Argentyna                               | San Marino                              | Belgia                                  | Monako                                  |                                         | Francja                                 | Wielka Brytania                         | Niemcy                                  | Austria                                 | Holandia                                | Włochy                                  | Kanada                                  | Stany Zjednoczone                       |                                         |                                         |                                         |                                         |                                         |                                         |                                         | Pkt.             | Msc.             | Pkt.                | Msc.                |
| 1981                                                     | Alfa Romeo         | Mario Andretti          | 4                                       | NU                                      | 8                                       | NU                                      | 10                                      | NU                                      | 8                                       | 8                                       | NU                                      | 9                                       | NU                                      | NU                                      | NU                                      | 7                                       | NU                                      |                                         |                                         |                                         |                                         |                                         |                                         |                                         | 3                | 17               | 10                  | 9                   |
| 1981                                                     | Alfa Romeo         | Bruno Giacomelli        | NU                                      | NS                                      | 10                                      | NU                                      | 9                                       | NU                                      | 10                                      | 15                                      | NU                                      | 15                                      | NU                                      | NU                                      | 8                                       | 4                                       | 3                                       |                                         |                                         |                                         |                                         |                                         |                                         |                                         | 7                | 15               | 10                  | 9                   |
| 1982                                                     |                    |                         |                                         | Brazylia                                | Stany Zjednoczone                       | San Marino                              | Belgia                                  | Monako                                  | Stany Zjednoczone                       | Kanada                                  | Holandia                                | Wielka Brytania                         | Francja                                 | Niemcy                                  | Austria                                 | Szwajcaria                              | Włochy                                  | Stany Zjednoczone                       |                                         |                                         |                                         |                                         |                                         |                                         | Pkt.             | Msc.             | Pkt.                | Msc.                |
| 1982                                                     | Alfa Romeo         | Andrea de Cesaris       | 13                                      | NU                                      | NU                                      | NU                                      | NU                                      | 3                                       | NU                                      | 6                                       | NU                                      | NU                                      | NU                                      | NU                                      | NU                                      | 10                                      | 10                                      | 9                                       |                                         |                                         |                                         |                                         |                                         |                                         | 5                | 17               | 7                   | 9                   |
| 1982                                                     | Alfa Romeo         | Bruno Giacomelli        | 11                                      | NU                                      | NU                                      | NU                                      | NU                                      | NU                                      | NU                                      | NU                                      | 11                                      | 7                                       | 9                                       | 5                                       | NU                                      | 12                                      | NU                                      | 10                                      |                                         |                                         |                                         |                                         |                                         |                                         | 2                | 22               | 7                   | 9                   |
| 1983                                                     |                    |                         | Brazylia                                | Stany Zjednoczone                       | Francja                                 | San Marino                              | Monako                                  | Belgia                                  | Stany Zjednoczone                       | Kanada                                  | Wielka Brytania                         | Niemcy                                  | Austria                                 | Holandia                                | Włochy                                  | Unia Europejska                         |                                         |                                         |                                         |                                         |                                         |                                         |                                         |                                         | Pkt.             | Msc.             | Pkt.                | Msc.                |
| 1983                                                     | Alfa Romeo         | Andrea de Cesaris       | WYK                                     | NU                                      | 12                                      | NU                                      | NU                                      | NU                                      | NU                                      | NU                                      | 8                                       | 2                                       | NU                                      | NU                                      | NU                                      | 4                                       | 2                                       |                                         |                                         |                                         |                                         |                                         |                                         |                                         | 15               | 8                | 18                  | 6                   |
| 1983                                                     | Alfa Romeo         | Mauro Baldi             | NU                                      | NU                                      | NU                                      | 10                                      | 6                                       | NU                                      | 12                                      | 10                                      | 7                                       | NU                                      | NU                                      | 5                                       | NU                                      | NU                                      | NU                                      |                                         |                                         |                                         |                                         |                                         |                                         |                                         | 3                | 16               | 18                  | 6                   |
| 1984                                                     |                    |                         | Brazylia                                |                                         | Belgia                                  | San Marino                              | Francja                                 | Monako                                  | Kanada                                  | Stany Zjednoczone                       | Stany Zjednoczone                       | Wielka Brytania                         | Niemcy                                  | Austria                                 | Holandia                                | Włochy                                  | Unia Europejska                         | Portugalia                              |                                         |                                         |                                         |                                         |                                         |                                         | Pkt.             | Msc.             | Pkt.                | Msc.                |
| 1984                                                     | Alfa Romeo         | Riccardo Patrese        | NU                                      | 4                                       | NU                                      | NU                                      | NU                                      | NU                                      | NU                                      | NU                                      | NU                                      | 12                                      | NU                                      | 10                                      | NU                                      | 3                                       | 6                                       | 8                                       |                                         |                                         |                                         |                                         |                                         |                                         | 8                | 13               | 11                  | 8                   |
| 1984                                                     | Alfa Romeo         | Eddie Cheever           | 4                                       | NU                                      | NU                                      | 7                                       | NU                                      | NZ                                      | 11                                      | NU                                      | NU                                      | NU                                      | NU                                      | NU                                      | 13                                      | 9                                       | NU                                      | 17                                      |                                         |                                         |                                         |                                         |                                         |                                         | 3                | 16               | 11                  | 8                   |
| 1985                                                     |                    |                         | Brazylia                                | Portugalia                              | San Marino                              | Monako                                  | Kanada                                  | Stany Zjednoczone                       | Francja                                 | Wielka Brytania                         | Niemcy                                  | Austria                                 | Holandia                                | Włochy                                  | Belgia                                  | Unia Europejska                         |                                         | Australia                               |                                         |                                         |                                         |                                         |                                         |                                         | Pkt.             | Msc.             | Pkt.                | Msc.                |
| 1985                                                     | Alfa Romeo         | Riccardo Patrese        | NU                                      | NU                                      | NU                                      | NU                                      | 10                                      | NU                                      | 11                                      | 9                                       | NU                                      | NU                                      | NU                                      | NU                                      | NU                                      | 9                                       | NU                                      | NU                                      |                                         |                                         |                                         |                                         |                                         |                                         | 0                | 25               | 0                   | 13                  |
| 1985                                                     | Alfa Romeo         | Eddie Cheever           | NU                                      | NU                                      | NU                                      | NU                                      | 17                                      | 9                                       | 10                                      | NU                                      | NU                                      | NU                                      | NU                                      | NU                                      | NU                                      | 11                                      | NU                                      | NU                                      |                                         |                                         |                                         |                                         |                                         |                                         | 0                | 26               | 0                   | 13                  |
| W latach 1986–2018 Alfa Romeo nie startowała w Formule 1 |                    |                         |                                         |                                         |                                         |                                         |                                         |                                         |                                         |                                         |                                         |                                         |                                         |                                         |                                         |                                         |                                         |                                         |                                         |                                         |                                         |                                         |                                         |                                         |                  |                  |                     |                     |
| 2019                                                     |                    |                         | Australia                               | Bahrajn                                 |                                         | Azerbejdżan                             | Hiszpania                               | Monako                                  | Kanada                                  | Francja                                 | Austria                                 | Wielka Brytania                         | Niemcy                                  | Węgry                                   | Belgia                                  | Włochy                                  | Singapur                                | Rosja                                   | Japonia                                 | Meksyk                                  | Stany Zjednoczone                       | Brazylia                                |                                         |                                         | Pkt.             | Msc.             | Pkt.                | Msc.                |
| 2019                                                     | Alfa Romeo-Ferrari | Kimi Räikkönen          | 8                                       | 7                                       | 9                                       | 10                                      | 14                                      | 17                                      | 15                                      | 7                                       | 9                                       | 8                                       | 12                                      | 7                                       | 16                                      | 15                                      | NU                                      | 13                                      | 12                                      | NU                                      | 11                                      | 4                                       | 13                                      |                                         | 43               | 12               | 57                  | 8                   |
| 2019                                                     | Alfa Romeo-Ferrari | Antonio Giovinazzi      | 15                                      | 11                                      | 15                                      | 12                                      | 16                                      | 19                                      | 13                                      | 16                                      | 10                                      | NU                                      | 13                                      | 18                                      | 18                                      | 9                                       | 10                                      | 15                                      | 14                                      | 14                                      | 14                                      | 5                                       | 16                                      |                                         | 14               | 17               | 57                  | 8                   |
| 2020                                                     |                    |                         | Austria                                 |                                         | Węgry                                   | Wielka Brytania                         | Wielka Brytania                         | Hiszpania                               | Belgia                                  | Włochy                                  | Toskania                                | Rosja                                   | Niemcy                                  | Portugalia                              | Emilia-Romania                          | Turcja                                  | Bahrajn                                 | Bahrajn                                 |                                         |                                         |                                         |                                         |                                         |                                         | Pkt.             | Msc.             | Pkt.                | Msc.                |
| 2020                                                     | Alfa Romeo-Ferrari | Kimi Räikkönen          | NU                                      | 11                                      | 15                                      | 17                                      | 15                                      | 14                                      | 12                                      | 13                                      | 9                                       | 14                                      | 12                                      | 11                                      | 9                                       | 15                                      | 15                                      | 14                                      | 12                                      |                                         |                                         |                                         |                                         |                                         | 4                | 16               | 8                   | 8                   |
| 2020                                                     | Alfa Romeo-Ferrari | Antonio Giovinazzi      | 9                                       | 14                                      | 17                                      | 14                                      | 17                                      | 16                                      | NU                                      | 16                                      | NU                                      | 11                                      | 10                                      | 15                                      | 10                                      | NU                                      | 16                                      | 13                                      | 16                                      |                                         |                                         |                                         |                                         |                                         | 4                | 17               | 8                   | 8                   |
| 2021                                                     |                    |                         | Bahrajn                                 | Emilia-Romania                          | Portugalia                              | Hiszpania                               | Monako                                  | Azerbejdżan                             | Francja                                 |                                         | Austria                                 | Wielka Brytania                         | Węgry                                   | Belgia                                  | Holandia                                | Włochy                                  | Rosja                                   | Turcja                                  | Stany Zjednoczone                       | Meksyk                                  |                                         | Katar                                   | Arabia Saudyjska                        |                                         | Pkt.             | Msc.             | Pkt.                | Msc.                |
| 2021                                                     | Alfa Romeo-Ferrari | Kimi Räikkönen          | 11                                      | 13                                      | NU                                      | 12                                      | 11                                      | 10                                      | 17                                      | 11                                      | 15                                      | 15                                      | 10                                      | 18                                      | WD                                      | –                                       | 8                                       | 12                                      | 13                                      | 8                                       | 12                                      | 14                                      | 15                                      | NU                                      | 10               | 16               | 13                  | 9                   |
| 2021                                                     | Alfa Romeo-Ferrari | Robert Kubica           | –                                       | –                                       | –                                       | –                                       | –                                       | –                                       | –                                       | –                                       | –                                       | –                                       | –                                       | –                                       | 15                                      | 14                                      | –                                       | –                                       | –                                       | –                                       | –                                       | –                                       | –                                       | –                                       | 0                | 20               | 13                  | 9                   |
| 2021                                                     | Alfa Romeo-Ferrari | Antonio Giovinazzi      | 12                                      | 14                                      | 12                                      | 15                                      | 10                                      | 11                                      | 15                                      | 15                                      | 14                                      | 13                                      | 13                                      | 13                                      | 14                                      | 13                                      | 16                                      | 11                                      | 11                                      | 11                                      | 14                                      | 15                                      | 9                                       | NU                                      | 3                | 18               | 13                  | 9                   |
| 2022                                                     |                    |                         | Bahrajn                                 | Arabia Saudyjska                        | Australia                               | Emilia-Romania                          | Stany Zjednoczone                       | Hiszpania                               | Monako                                  | Azerbejdżan                             | Kanada                                  | Wielka Brytania                         | Austria                                 | Francja                                 | Węgry                                   | Belgia                                  | Holandia                                | Włochy                                  | Singapur                                | Japonia                                 | Stany Zjednoczone                       | Meksyk                                  |                                         |                                         | Pkt.             | Msc.             | Pkt.                | Msc.                |
| 2022                                                     | Alfa Romeo-Ferrari | Zhou Guanyu             | 10                                      | 11                                      | 11                                      | 15                                      | NU                                      | NU                                      | 16                                      | NU                                      | 8                                       | NU                                      | 14                                      | NU                                      | 13                                      | 14                                      | 16                                      | 10                                      | NU                                      | 16                                      | 12                                      | 13                                      | 12                                      | 12                                      | 6                | 18               | 55                  | 6                   |
| 2022                                                     | Alfa Romeo-Ferrari | Valtteri Bottas         | 6                                       | NU                                      | 8                                       | 5                                       | 7                                       | 6                                       | 9                                       | 11                                      | 7                                       | NU                                      | 11                                      | 14                                      | 20                                      | NU                                      | NU                                      | 13                                      | 11                                      | 15                                      | NU                                      | 10                                      | 9                                       | 15                                      | 49               | 10               | 55                  | 6                   |
| 2023                                                     |                    |                         | Bahrajn                                 | Arabia Saudyjska                        | Australia                               | Azerbejdżan                             | Stany Zjednoczone                       | Monako                                  | Hiszpania                               | Kanada                                  | Austria                                 | Wielka Brytania                         | Węgry                                   | Belgia                                  | Holandia                                | Włochy                                  | Singapur                                | Japonia                                 | Katar                                   | Stany Zjednoczone                       | Meksyk                                  |                                         | Stany Zjednoczone                       |                                         | Pkt.             | Msc.             | Pkt.                | Msc.                |
| 2023                                                     | Alfa Romeo-Ferrari | Zhou Guanyu             | 16                                      | 13                                      | 9                                       | NU                                      | 16                                      | 13                                      | 9                                       | 16                                      | 12                                      | 15                                      | 16                                      | 13                                      | NU                                      | 14                                      | 12                                      | 13                                      | 9                                       | 13                                      | 14                                      | NU                                      | 15                                      | 17                                      | 6                | 18               | 16                  | 9                   |
| 2023                                                     | Alfa Romeo-Ferrari | Valtteri Bottas         | 8                                       | 18                                      | 11                                      | 18                                      | 13                                      | 11                                      | 19                                      | 10                                      | 15                                      | 12                                      | 12                                      | 12                                      | 15                                      | 10                                      | NU                                      | NU                                      | 8                                       | 12                                      | 15                                      | NU                                      | 17                                      | 19                                      | 10               | 15               | 16                  | 9                   |

### Dostawca silników
Źródła: statsf1, chicanef1
| Sezon                                                                           | Konstruktor | Kierowcy           | Wyniki w poszczególnianych eliminacjach | Wyniki w poszczególnianych eliminacjach | Wyniki w poszczególnianych eliminacjach | Wyniki w poszczególnianych eliminacjach | Wyniki w poszczególnianych eliminacjach | Wyniki w poszczególnianych eliminacjach | Wyniki w poszczególnianych eliminacjach | Wyniki w poszczególnianych eliminacjach | Wyniki w poszczególnianych eliminacjach | Wyniki w poszczególnianych eliminacjach | Wyniki w poszczególnianych eliminacjach | Wyniki w poszczególnianych eliminacjach | Wyniki w poszczególnianych eliminacjach | Wyniki w poszczególnianych eliminacjach | Wyniki w poszczególnianych eliminacjach | Wyniki w poszczególnianych eliminacjach | Wyniki w poszczególnianych eliminacjach | Wyniki kierowców | Wyniki kierowców | Wyniki konstruktora | Wyniki konstruktora |
| 1961                                                                            |             |                    | Monako                                  | Holandia                                | Belgia                                  | Francja                                 | Wielka Brytania                         | Niemcy                                  | Włochy                                  | Stany Zjednoczone                       |                                         |                                         |                                         |                                         |                                         |                                         |                                         |                                         |                                         | Pkt.             | Msc.             | Pkt.                | Msc.                |
| ------------------------------------------------------------------------------- | ----------- | ------------------ | --------------------------------------- | --------------------------------------- | --------------------------------------- | --------------------------------------- | --------------------------------------- | --------------------------------------- | --------------------------------------- | --------------------------------------- | --------------------------------------- | --------------------------------------- | --------------------------------------- | --------------------------------------- | --------------------------------------- | --------------------------------------- | --------------------------------------- | --------------------------------------- | --------------------------------------- | ---------------- | ---------------- | ------------------- | ------------------- |
| 1961                                                                            | De Tomaso   | Nino Vaccarella    | –                                       | –                                       | –                                       | –                                       | –                                       | –                                       | NU                                      | –                                       |                                         |                                         |                                         |                                         |                                         |                                         |                                         |                                         |                                         | 0                | NS               | 0                   | NS                  |
| 1961                                                                            | De Tomaso   | Roberto Bussinello | –                                       | –                                       | –                                       | –                                       | –                                       | –                                       | NU                                      | –                                       |                                         |                                         |                                         |                                         |                                         |                                         |                                         |                                         |                                         | 0                | NS               | 0                   | NS                  |
| 1962                                                                            |             |                    | Holandia                                | Monako                                  | Belgia                                  | Francja                                 | Wielka Brytania                         | Niemcy                                  | Włochy                                  | Stany Zjednoczone                       |                                         |                                         |                                         |                                         |                                         |                                         |                                         |                                         |                                         | Pkt.             | Msc.             | Pkt.                | Msc.                |
| 1962                                                                            | LDS         | Doug Serrurier     | –                                       | –                                       | –                                       | –                                       | –                                       | –                                       | –                                       | –                                       | NU                                      |                                         |                                         |                                         |                                         |                                         |                                         |                                         |                                         | 0                | NS               | 0                   | NS                  |
| 1962                                                                            | Cooper      | Mike Harris        | –                                       | –                                       | –                                       | –                                       | –                                       | –                                       | –                                       | –                                       | NU                                      |                                         |                                         |                                         |                                         |                                         |                                         |                                         |                                         | 0                | NS               | 0                   | NS                  |
| 1963                                                                            |             |                    | Monako                                  | Belgia                                  | Holandia                                | Francja                                 | Wielka Brytania                         | Niemcy                                  | Włochy                                  | Stany Zjednoczone                       | Meksyk                                  |                                         |                                         |                                         |                                         |                                         |                                         |                                         |                                         | Pkt.             | Msc.             | Pkt.                | Msc.                |
| 1963                                                                            | LDS         | Doug Serrurier     | –                                       | –                                       | –                                       | –                                       | –                                       | –                                       | –                                       | –                                       | –                                       | 11                                      |                                         |                                         |                                         |                                         |                                         |                                         |                                         | 0                | 26               | 0                   | 12                  |
| 1963                                                                            | LDS         | Sam Tingle         | –                                       | –                                       | –                                       | –                                       | –                                       | –                                       | –                                       | –                                       | –                                       | NU                                      |                                         |                                         |                                         |                                         |                                         |                                         |                                         | 0                | NS               | 0                   | 12                  |
| 1963                                                                            | Alfa        | Peter de Klerk     | –                                       | –                                       | –                                       | –                                       | –                                       | –                                       | –                                       | –                                       | –                                       | NU                                      |                                         |                                         |                                         |                                         |                                         |                                         |                                         | 0                | NS               | 0                   | NS                  |
| W sezonie 1964 Alfa Romeo nie dostarczała silników dla zespołów Formuły 1       |             |                    |                                         |                                         |                                         |                                         |                                         |                                         |                                         |                                         |                                         |                                         |                                         |                                         |                                         |                                         |                                         |                                         |                                         |                  |                  |                     |                     |
| 1965                                                                            |             |                    |                                         | Monako                                  | Belgia                                  | Francja                                 | Wielka Brytania                         | Holandia                                | Niemcy                                  | Włochy                                  | Stany Zjednoczone                       | Meksyk                                  |                                         |                                         |                                         |                                         |                                         |                                         |                                         | Pkt.             | Msc.             | Pkt.                | Msc.                |
| 1965                                                                            | Alfa        | Peter de Klerk     | 10                                      | –                                       | –                                       | –                                       | –                                       | –                                       | –                                       | –                                       | –                                       | –                                       |                                         |                                         |                                         |                                         |                                         |                                         |                                         | 0                | 24               | 0                   | 10                  |
| 1965                                                                            | LDS         | Sam Tingle         | 13                                      | –                                       | –                                       | –                                       | –                                       | –                                       | –                                       | –                                       | –                                       | –                                       |                                         |                                         |                                         |                                         |                                         |                                         |                                         | 0                | 30               | 0                   | 11                  |
| 1965                                                                            | LDS         | Jackie Pretorius   | NPK                                     | –                                       | –                                       | –                                       | –                                       | –                                       | –                                       | –                                       | –                                       | –                                       |                                         |                                         |                                         |                                         |                                         |                                         |                                         | 0                | NS               | 0                   | 11                  |
| W sezonach 1966–1969 Alfa Romeo nie dostarczała silników dla zespołów Formuły 1 |             |                    |                                         |                                         |                                         |                                         |                                         |                                         |                                         |                                         |                                         |                                         |                                         |                                         |                                         |                                         |                                         |                                         |                                         |                  |                  |                     |                     |
| 1970                                                                            |             |                    |                                         |                                         | Monako                                  | Belgia                                  | Holandia                                | Francja                                 | Wielka Brytania                         | Niemcy                                  | Niemcy                                  | Włochy                                  | Kanada                                  | Stany Zjednoczone                       | Meksyk                                  |                                         |                                         |                                         |                                         | Pkt.             | Msc.             | Pkt.                | Msc.                |
| 1970                                                                            | McLaren     | Andrea de Adamich  | –                                       | NZ                                      | NZ                                      | –                                       | NZ                                      | NS                                      | NW                                      | NZ                                      | 12                                      | 8                                       | NU                                      | NZ                                      | –                                       |                                         |                                         |                                         |                                         | 0                | 28               | 0                   | 9                   |
| 1970                                                                            | McLaren     | Nanni Galli        | –                                       | –                                       | –                                       | –                                       | –                                       | –                                       | –                                       | –                                       | –                                       | NZ                                      | –                                       | –                                       | –                                       |                                         |                                         |                                         |                                         | 0                | NS               | 0                   | 9                   |
| 1971                                                                            |             |                    |                                         |                                         | Monako                                  | Holandia                                | Francja                                 | Wielka Brytania                         | Niemcy                                  | Austria                                 | Włochy                                  | Kanada                                  | Stany Zjednoczone                       |                                         |                                         |                                         |                                         |                                         |                                         | Pkt.             | Msc.             | Pkt.                | Msc.                |
| 1971                                                                            | March       | Andrea de Adamich  | 13                                      | NU                                      | –                                       | –                                       | NU                                      | NS                                      | NU                                      | –                                       | NU                                      | –                                       | 11                                      |                                         |                                         |                                         |                                         |                                         |                                         | 0                | 30               | 0                   | 11                  |
| 1971                                                                            | March       | Nanni Galli        | –                                       | –                                       | NZ                                      | NU                                      | –                                       | –                                       | 12                                      | 12                                      | –                                       | –                                       | –                                       |                                         |                                         |                                         |                                         |                                         |                                         | 0                | 28               | 0                   | 11                  |
| 1971                                                                            | March       | Ronnie Peterson    | –                                       | –                                       | –                                       | –                                       | NU                                      | –                                       | –                                       | –                                       | –                                       | –                                       | –                                       |                                         |                                         |                                         |                                         |                                         |                                         | 0 (33)           | 2                | 0                   | 11                  |
| W sezonach 1972–1975 Alfa Romeo nie dostarczała silników dla zespołów Formuły 1 |             |                    |                                         |                                         |                                         |                                         |                                         |                                         |                                         |                                         |                                         |                                         |                                         |                                         |                                         |                                         |                                         |                                         |                                         |                  |                  |                     |                     |
| 1976                                                                            |             |                    | Brazylia                                |                                         | Stany Zjednoczone                       |                                         | Belgia                                  | Monako                                  | Szwecja                                 | Francja                                 | Wielka Brytania                         | Niemcy                                  | Austria                                 | Holandia                                | Włochy                                  | Kanada                                  | Stany Zjednoczone                       | Japonia                                 |                                         | Pkt.             | Msc.             | Pkt.                | Msc.                |
| 1976                                                                            | Brabham     | Carlos Reutemann   | 12                                      | NU                                      | NU                                      | 4                                       | NU                                      | NU                                      | NU                                      | 11                                      | NU                                      | NU                                      | NU                                      | NU                                      | –                                       | –                                       | –                                       | –                                       |                                         | 3                | 16               | 9                   | 9                   |
| 1976                                                                            | Brabham     | Larry Perkins      | –                                       | –                                       | –                                       | –                                       | –                                       | –                                       | –                                       | –                                       | –                                       | –                                       | –                                       | –                                       | –                                       | 17                                      | NU                                      | NU                                      |                                         | 0                | 24               | 9                   | 9                   |
| 1976                                                                            | Brabham     | Carlos Pace        | 10                                      | NU                                      | 9                                       | 6                                       | NU                                      | 9                                       | 8                                       | 4                                       | 8                                       | 4                                       | NU                                      | NU                                      | NU                                      | 7                                       | NU                                      | NU                                      |                                         | 7                | 14               | 9                   | 9                   |
| 1976                                                                            | Brabham     | Rolf Stommelen     | –                                       | –                                       | –                                       | –                                       | –                                       | –                                       | –                                       | –                                       | –                                       | 6                                       | –                                       | –                                       | NU                                      | –                                       | –                                       | –                                       |                                         | 1                | 20               | 9                   | 9                   |
| 1977                                                                            |             |                    | Argentyna                               | Brazylia                                |                                         | Stany Zjednoczone                       |                                         | Monako                                  | Belgia                                  | Szwecja                                 | Francja                                 | Wielka Brytania                         | Niemcy                                  | Austria                                 | Holandia                                | Włochy                                  | Stany Zjednoczone                       | Kanada                                  | Japonia                                 | Pkt.             | Msc.             | Pkt.                | Msc.                |
| 1977                                                                            | Brabham     | John Watson        | NU                                      | NU                                      | 6                                       | DK                                      | NU                                      | NU                                      | NU                                      | 5                                       | 2                                       | NU                                      | NU                                      | 8                                       | NU                                      | NU                                      | 12                                      | NU                                      | NU                                      | 9                | 13               | 27                  | 5                   |
| 1977                                                                            | Brabham     | Carlos Pace        | 2                                       | NU                                      | 13                                      | –                                       | –                                       | –                                       | –                                       | –                                       | –                                       | –                                       | –                                       | –                                       | –                                       | –                                       | –                                       | –                                       | –                                       | 6                | 15               | 27                  | 5                   |
| 1977                                                                            | Brabham     | Hans-Joachim Stuck | –                                       | –                                       | –                                       | NU                                      | 6                                       | NU                                      | 6                                       | 10                                      | NU                                      | 5                                       | 3                                       | 3                                       | 7                                       | NU                                      | NU                                      | NU                                      | 7                                       | 12               | 11               | 27                  | 5                   |
| 1977                                                                            | Brabham     | Giorgio Francia    | –                                       | –                                       | –                                       | –                                       | –                                       | –                                       | –                                       | –                                       | –                                       | –                                       | –                                       | –                                       | –                                       | NZ                                      | –                                       | –                                       | –                                       | 0                | NS               | 27                  | 5                   |
| 1978                                                                            |             |                    | Argentyna                               | Brazylia                                |                                         | Stany Zjednoczone                       | Monako                                  | Belgia                                  |                                         | Szwecja                                 | Francja                                 | Wielka Brytania                         | Niemcy                                  | Austria                                 | Holandia                                | Włochy                                  | Stany Zjednoczone                       | Kanada                                  |                                         | Pkt.             | Msc.             | Pkt.                | Msc.                |
| 1978                                                                            | Brabham     | Niki Lauda         | 2                                       | 3                                       | NU                                      | NU                                      | 2                                       | NU                                      | NU                                      | 1                                       | NU                                      | 2                                       | NU                                      | NU                                      | 3                                       | 1                                       | NU                                      | NU                                      |                                         | 44               | 4                | 53                  | 3                   |
| 1978                                                                            | Brabham     | John Watson        | NU                                      | 8                                       | 3                                       | NU                                      | 4                                       | NU                                      | 5                                       | NU                                      | 4                                       | 3                                       | 7                                       | 7                                       | 4                                       | 2                                       | NU                                      | NU                                      |                                         | 25               | 6                | 53                  | 3                   |
| 1978                                                                            | Brabham     | Nelson Piquet      | –                                       | –                                       | –                                       | –                                       | –                                       | –                                       | –                                       | –                                       | –                                       | –                                       | –                                       | –                                       | –                                       | –                                       | –                                       | 11                                      |                                         | 0                | 28               | 53                  | 3                   |
| 1979                                                                            |             |                    | Argentyna                               | Brazylia                                |                                         | Stany Zjednoczone                       |                                         | Belgia                                  | Monako                                  | Francja                                 | Wielka Brytania                         | Niemcy                                  | Austria                                 | Holandia                                | Włochy                                  | Stany Zjednoczone                       | Kanada                                  |                                         |                                         | Pkt.             | Msc.             | Pkt.                | Msc.                |
| 1979                                                                            | Brabham     | Niki Lauda         | NU                                      | NU                                      | 6                                       | NU                                      | NU                                      | NU                                      | NU                                      | NU                                      | NU                                      | NU                                      | NU                                      | NU                                      | 4                                       | –                                       | –                                       |                                         |                                         | 4                | 14               | 7                   | 8                   |
| 1979                                                                            | Brabham     | Nelson Piquet      | NU                                      | NU                                      | 7                                       | 8                                       | NU                                      | NU                                      | NU                                      | NU                                      | NU                                      | 12                                      | NU                                      | 4                                       | NU                                      | –                                       | –                                       |                                         |                                         | 3                | 16               | 7                   | 8                   |
| W sezonach 1980–1982 Alfa Romeo nie dostarczała silników dla zespołów Formuły 1 |             |                    |                                         |                                         |                                         |                                         |                                         |                                         |                                         |                                         |                                         |                                         |                                         |                                         |                                         |                                         |                                         |                                         |                                         |                  |                  |                     |                     |
| 1983                                                                            |             |                    | Brazylia                                | Stany Zjednoczone                       | Francja                                 | San Marino                              | Monako                                  | Belgia                                  | Stany Zjednoczone                       | Kanada                                  | Wielka Brytania                         | Niemcy                                  | Austria                                 | Holandia                                | Włochy                                  | Unia Europejska                         |                                         |                                         |                                         | Pkt.             | Msc.             | Pkt.                | Msc.                |
| 1983                                                                            | Osella      | Piercarlo Ghinzani | –                                       | –                                       | –                                       | NZ                                      | NZ                                      | NZ                                      | NU                                      | NZ                                      | NU                                      | NU                                      | 11                                      | NZ                                      | NU                                      | NU                                      | NU                                      |                                         |                                         | 0                | 28               | 0                   | 17                  |
| 1983                                                                            | Osella      | Corrado Fabi       | –                                       | –                                       | –                                       | –                                       | –                                       | –                                       | –                                       | –                                       | NZ                                      | NZ                                      | 10                                      | 11                                      | NU                                      | NZ                                      | NU                                      |                                         |                                         | 0                | 27               | 0                   | 17                  |
| 1984                                                                            |             |                    | Brazylia                                |                                         | Belgia                                  | San Marino                              | Francja                                 | Monako                                  | Kanada                                  | Stany Zjednoczone                       | Stany Zjednoczone                       | Wielka Brytania                         | Niemcy                                  | Austria                                 | Holandia                                | Włochy                                  | Unia Europejska                         | Portugalia                              |                                         | Pkt.             | Msc.             | Pkt.                | Msc.                |
| 1984                                                                            | Osella      | Piercarlo Ghinzani | NU                                      | NW                                      | NU                                      | NZ                                      | 12                                      | 7                                       | NU                                      | NU                                      | 5                                       | 9                                       | NU                                      | NU                                      | NU                                      | 7                                       | NU                                      | NU                                      |                                         | 2                | 19               | 2                   | 12                  |
| 1984                                                                            | Osella      | Jo Gartner         | –                                       | –                                       | –                                       | NU                                      | –                                       | –                                       | –                                       | –                                       | –                                       | NU                                      | NU                                      | NU                                      | 12                                      | 5                                       | 12                                      | 16                                      |                                         | 0                | 21               | 2                   | 12                  |
| 1985                                                                            |             |                    | Brazylia                                | Portugalia                              | San Marino                              | Monako                                  | Kanada                                  | Stany Zjednoczone                       | Francja                                 | Wielka Brytania                         | Niemcy                                  | Austria                                 | Holandia                                | Włochy                                  | Belgia                                  | Unia Europejska                         |                                         | Australia                               |                                         | Pkt.             | Msc.             | Pkt.                | Msc.                |
| 1985                                                                            | Osella      | Piercarlo Ghinzani | 12                                      | 9                                       | NS                                      | NZ                                      | NU                                      | NU                                      | 15                                      | NU                                      | –                                       | –                                       | –                                       | –                                       | –                                       | –                                       | –                                       | –                                       |                                         | 0                | 27               | 0                   | 11                  |
| 1985                                                                            | Osella      | Huub Rothengatter  | –                                       | –                                       | –                                       | –                                       | –                                       | –                                       | –                                       | –                                       | NU                                      | 9                                       | NS                                      | NU                                      | NS                                      | NZ                                      | NU                                      | 7                                       |                                         | 0                | 22               | 0                   | 11                  |
| 1986                                                                            |             |                    | Brazylia                                | Hiszpania                               | San Marino                              | Monako                                  | Belgia                                  | Kanada                                  | Stany Zjednoczone                       | Francja                                 | Wielka Brytania                         | Niemcy                                  | Węgry                                   | Austria                                 | Włochy                                  | Portugalia                              | Meksyk                                  | Australia                               |                                         | Pkt.             | Msc.             | Pkt.                | Msc.                |
| 1986                                                                            | Osella      | Piercarlo Ghinzani | NU                                      | NU                                      | NU                                      | NZ                                      | NU                                      | NU                                      | NU                                      | NU                                      | NU                                      | NU                                      | NU                                      | 11                                      | NU                                      | NU                                      | NU                                      | NU                                      |                                         | 0                | 27               | 0                   | 14                  |
| 1986                                                                            | Osella      | Christian Danner   | NU                                      | NU                                      | NU                                      | NZ                                      | NU                                      | NU                                      | –                                       | –                                       | –                                       | –                                       | –                                       | –                                       | –                                       | –                                       | –                                       | –                                       |                                         | 0 (1)            | 18               | 0                   | 14                  |
| 1986                                                                            | Osella      | Allen Berg         | –                                       | –                                       | –                                       | –                                       | –                                       | –                                       | NU                                      | NU                                      | NU                                      | 12                                      | NU                                      | NU                                      | –                                       | 13                                      | 16                                      | NS                                      |                                         | 0                | 28               | 0                   | 14                  |
| 1986                                                                            | Osella      | Alex Caffi         | –                                       | –                                       | –                                       | –                                       | –                                       | –                                       | –                                       | –                                       | –                                       | –                                       | –                                       | –                                       | NS                                      | –                                       | –                                       | –                                       |                                         | 0                | NS               | 0                   | 14                  |
| 1987                                                                            |             |                    | Brazylia                                | San Marino                              | Belgia                                  | Monako                                  | Stany Zjednoczone                       | Francja                                 | Wielka Brytania                         | Niemcy                                  | Węgry                                   | Austria                                 | Włochy                                  | Portugalia                              | Hiszpania                               | Meksyk                                  | Japonia                                 | Australia                               |                                         | Pkt.             | Msc.             | Pkt.                | Msc.                |
| 1987                                                                            | Osella      | Alex Caffi         | NU                                      | 12                                      | NU                                      | NU                                      | NU                                      | NU                                      | NU                                      | NU                                      | NU                                      | NU                                      | NU                                      | NU                                      | NZ                                      | NU                                      | NU                                      | NZ                                      |                                         | 0                | 27               | 0                   | 15                  |
| 1987                                                                            | Osella      | Gabriele Tarquini  | –                                       | NU                                      | –                                       | –                                       | –                                       | –                                       | –                                       | –                                       | –                                       | –                                       | –                                       | –                                       | –                                       | –                                       | –                                       | –                                       |                                         | 0                | NS               | 0                   | 15                  |
| 1987                                                                            | Osella      | Franco Forini      | –                                       | –                                       | –                                       | –                                       | –                                       | –                                       | –                                       | –                                       | –                                       | –                                       | NU                                      | NU                                      | NZ                                      | –                                       | –                                       | –                                       |                                         | 0                | NS               | 0                   | 15                  |
| 1988                                                                            |             |                    | Brazylia                                | San Marino                              | Monako                                  | Meksyk                                  | Kanada                                  | Stany Zjednoczone                       | Francja                                 | Wielka Brytania                         | Niemcy                                  | Węgry                                   | Belgia                                  | Włochy                                  | Portugalia                              | Hiszpania                               | Japonia                                 | Australia                               |                                         | Pkt.             | Msc.             | Pkt.                | Msc.                |
| 1988                                                                            | Osella      | Nicola Larini      | NZ                                      | WYK                                     | 9                                       | NZ                                      | NZ                                      | NU                                      | NU                                      | 19                                      | NU                                      | NZ                                      | NU                                      | NU                                      | 12                                      | NU                                      | NU                                      | NZ                                      |                                         | 0                | 27               | 0                   | 16                  |

## Statystyki
| Sezon | Zespół                      | Konstruktor        | Zgłoszenia | GP  | PKT | P.  | P1 | P2 | P3 | Punkt. | PP | NO | NS  | DK | NZ |
| --- | --------------------------- | ------------------ | ---------- | --- | --- | --- | -- | -- | -- | ------ | -- | -- | --- | -- | -- |
| 1950 | Alfa Romeo SpA Johnny Mauro | Alfa Romeo         | 22         | 7   | –   | –   | 6  | 4  | 1  | –      | 6  | 6  | 7   | –  | 1  |
| 1951 | Alfa Romeo SpA              | Alfa Romeo         | 27         | 7   | –   | –   | 4  | 2  | 3  | –      | 4  | 7  | 7   | –  | –  |
| 1979 | Autodelta                   | Alfa Romeo         | 7          | 4   | 0   | 16  | –  | –  | –  | –      | –  | –  | 4   | –  | 1  |
| 1980 | Marlboro Team Alfa Romeo    | Alfa Romeo         | 26         | 14  | 4   | 11  | –  | –  | –  | 2      | 1  | –  | 23  | –  | –  |
| 1981 | Marlboro Team Alfa Romeo    | Alfa Romeo         | 30         | 15  | 10  | 9   | –  | –  | 1  | 3      | –  | –  | 15  | –  | –  |
| 1982 | Marlboro Team Alfa Romeo    | Alfa Romeo         | 32         | 16  | 7   | 9   | –  | –  | 1  | 3      | 1  | –  | 19  | –  | –  |
| 1983 | Marlboro Team Alfa Romeo    | Alfa Romeo         | 30         | 15  | 18  | 6   | –  | 2  | –  | 5      | –  | 1  | 18  | –  | –  |
| 1984 | Benetton Team Alfa Romeo    | Alfa Romeo         | 32         | 16  | 11  | 8   | –  | –  | 1  | 4      | –  | –  | 19  | –  | 1  |
| 1985 | Benetton Team Alfa Romeo    | Alfa Romeo         | 32         | 16  | 0   | 13  | –  | –  | –  | –      | –  | –  | 24  | –  | –  |
| 2019 | Alfa Romeo Racing           | Alfa Romeo-Ferrari | 42         | 21  | 57  | 8   | –  | –  | –  | 13     | –  | –  | 3   | –  | –  |
| 2020 | Alfa Romeo Racing Orlen     | Alfa Romeo-Ferrari | 34         | 17  | 8   | 8   | –  | –  | –  | 5      | –  | –  | 3   | –  | –  |
| 2021 | Alfa Romeo Racing Orlen     | Alfa Romeo-Ferrari | 44         | 22  | 13  | 9   | –  | –  | –  | 6      | –  | –  | 3   | –  | –  |
| 2022 | Alfa Romeo F1 Team Orlen    | Alfa Romeo-Ferrari | 44         | 22  | 55  | 6   | –  | –  | –  | 12     | –  | 1  | 11  | –  | –  |
| 2023 | Alfa Romeo F1 Team Stake    | Alfa Romeo-Ferrari | 44         | 22  | 16  | 9   | –  | –  | –  | 7      | –  | 1  | 6   | –  | –  |
| Razem | 9                           | 1                  | 444        | 216 | 199 | 2x6 | 10 | 8  | 7  | 59     | 12 | 16 | 162 | –  | 3  |
| Sezon | Zespół                      | Konstruktor        | Zgłoszenia | GP  | PKT | P.  | P1 | P2 | P3 | Punkt. | PP | NO | NS  | DK | NZ |
| Zgłoszenia - starty wszystkich samochodów; GP - zaliczone Grand Prix; P. - pozycja końcowa; P1, P2, P3 - pozycje na podium; Punkt. - punktował; PP - pole position; NO - najszybsze okrążenia; NS - niesklasyfikowany; DK - dyskwalifikacje; NZ - nie zakwalifikował się |                             |                    |            |     |     |     |    |    |    |        |    |    |     |    |    |

## Podsumowanie
| Ważne wyścigi                 | Ważne wyścigi                                                                                           |
| ----------------------------- | --- |
| Debiut                        | Grand Prix Wielkiej Brytanii 1950 (#1, Juan Manuel Fangio, Giuseppe Farina, Luigi Fagioli, Reg Parnell) |
| Pierwsze pole position        | Grand Prix Wielkiej Brytanii 1950 (#1, Giuseppe Farina)                                                 |
| Pierwsze punkty               | Grand Prix Argentyny 1980 (#19, Bruno Giacomelli)                                                       |
| Pierwsze podium               | Grand Prix Wielkiej Brytanii 1950 (#1, Giuseppe Farina, Luigi Fagioli, Reg Parnell)                     |
| Pierwsze najszybsze okrążenie | Grand Prix Wielkiej Brytanii 1950 (#1, Giuseppe Farina)                                                 |
| Pierwsze zwycięstwo           | Grand Prix Wielkiej Brytanii 1950 (#1, Giuseppe Farina)                                                 |
| Ostatni                       | Grand Prix Abu Zabi 2023 (#215, Zhou Guanyu, Valtteri Bottas)                                           |
| Najwyższe pozycje             | |
| Kwalifikacje                  | 1 |
| Wyścig                        | 1 |

## Kierowcy
|     | Kierowca                | Sezony         | Starty | PP | Wygrane | MŚ   | Zespół       |
| --- | ----------------------- | -------------- | ------ | -- | ------- | ---- | ------------ |
| ARG | Juan Manuel Fangio      | 1950–1951      | 13     | 8  | 6       | 1951 | fabryczny    |
| ITA | Giuseppe Farina         | 1950–1951      | 13     | 2  | 4       | 1950 | fabryczny    |
| ITA | Luigi Fagioli           | 1950–1951      | 7      | –  | 1       |      | fabryczny    |
| GBR | Reg Parnell             | 1950           | 1      | –  | –       |      | fabryczny    |
| USA | Johnny Mauro            | 1950           | –      | –  | –       |      | Johnny Mauro |
| ITA | Consalvo Sanesi         | 1950–1951      | 5      | –  | –       |      | fabryczny    |
| ITA | Piero Taruffi           | 1950           | 1      | –  | –       |      | fabryczny    |
| CHE | Emmanuel de Graffenried | 1951           | 3      | –  | –       |      | fabryczny    |
| ITA | Felice Bonetto          | 1951           | 4      | –  | –       |      | fabryczny    |
| DEU | Paul Pietsch            | 1951           | 1      | –  | –       |      | fabryczny    |
| ITA | Bruno Giacomelli        | 1979–1982      | 49     | 1  | –       |      | fabryczny    |
| ITA | Vittorio Brambilla      | 1979–1980      | 4      | –  | –       |      | fabryczny    |
| FRA | Patrick Depailler       | 1980           | 8      | –  | –       |      | fabryczny    |
| ITA | Andrea de Cesaris       | 1980 1982–1983 | 32     | 1  | –       |      | fabryczny    |
| USA | Mario Andretti          | 1981           | 15     | –  | –       |      | fabryczny    |
| ITA | Mauro Baldi             | 1983           | 15     | –  | –       |      | fabryczny    |
| ITA | Riccardo Patrese        | 1984–1985      | 32     | –  | –       |      | fabryczny    |
| USA | Eddie Cheever           | 1984–1985      | 32     | –  | –       |      | fabryczny    |
| FIN | Kimi Räikkönen          | 2019–2021      | 58     | –  | –       |      | fabryczny    |
| ITA | Antonio Giovinazzi      | 2019–2021      | 60     | –  | –       |      | fabryczny    |
| POL | Robert Kubica           | 2021           | 2      | –  | –       |      | fabryczny    |
| CHN | Guanyu Zhou             | 2022–2023      | 44     | –  | –       |      | fabryczny    |
| FIN | Valtteri Bottas         | 2022–2023      | 44     | –  | –       |      | fabryczny    |

## Informacje techniczne
| Sezon | Zespół                      | Podwozie                         | Silnik (Typ)                                      | Opony             |
| ----- | --------------------------- | -------------------------------- | ------------------------------------------------- | ----------------- |
| 1950  | Alfa Romeo SpA Johnny Mauro | Alfa Romeo 158 Alfa Romeo 8C-308 | Alfa Romeo 158 1,5 R8S                            | Pirelli Firestone |
| 1951  | Alfa Romeo SpA              | Alfa Romeo 159                   | Alfa Romeo 158 1,5 R8S                            | Pirelli           |
| 1979  | Autodelta                   | Alfa Romeo 177 Alfa Romeo 179    | Alfa Romeo 115-12 3,0 B12 Alfa Romeo 1260 3,0 V12 | Goodyear          |
| 1980  | Marlboro Team Alfa Romeo    | Alfa Romeo 179                   | Alfa Romeo 1260 3,0 V12                           | Goodyear          |
| 1981  | Marlboro Team Alfa Romeo    | Alfa Romeo 179C Alfa Romeo 179D  | Alfa Romeo 1260 3,0 V12                           | Michelin          |
| 1982  | Marlboro Team Alfa Romeo    | Alfa Romeo 179D Alfa Romeo 182   | Alfa Romeo 1260 3,0 V12                           | Michelin          |
| 1983  | Marlboro Team Alfa Romeo    | Alfa Romeo 183T                  | Alfa Romeo 890T 1,5 V8T                           | Michelin          |
| 1984  | Benetton Team Alfa Romeo    | Alfa Romeo 184T                  | Alfa Romeo 890T 1,5 V8T                           | Goodyear          |
| 1985  | Benetton Team Alfa Romeo    | Alfa Romeo 184T Alfa Romeo 185T  | Alfa Romeo 890T 1,5 V8T                           | Goodyear          |
| 2019  | Alfa Romeo Racing           | Alfa Romeo C38                   | Ferrari 064 1,6 V6T                               | Pirelli           |
| 2020  | Alfa Romeo Racing Orlen     | Alfa Romeo C39                   | Ferrari 065 1,6 V6T                               | Pirelli           |
| 2021  | Alfa Romeo Racing Orlen     | Alfa Romeo C41                   | Ferrari 065/6 1,6 V6T                             | Pirelli           |
| 2022  | Alfa Romeo F1 Team Orlen    | Alfa Romeo C42                   | Ferrari 066/7 1,6 V6T                             | Pirelli           |
| 2023  | Alfa Romeo F1 Team Stake    | Alfa Romeo C43                   | Ferrari 066/10 1,6 V6T                            | Pirelli           |
| Razem | 9                           | 16                               | 9                                                 | 4                 |
| Sezon | Zespół                      | Podwozie                         | Silnik (Typ)                                      | Opony             |